# Wepener
Wepener is een plaats in de Zuid-Afrikaanse provincie Vrijstaat.
Wepener is vernoemd naar de Vrijstaatse commandant Louw Wepener, die sneuvelde in de Tweede Basotho-oorlog, en telt ongeveer 1300 inwoners.

## Subplaatsen
Het nationaal instituut voor de statistiek, Stats SA, deelt sinds de census 2011 deze hoofdplaats in in 2 zogenaamde subplaatsen (sub place):
Ebenaeser • Wepener SP.

## Geboren
- Jacobus Johannes Fouché (1898-1980), staatspresident van Zuid-Afrika